# میپلوود (ویسکانسین)
میپلوود (به انگلیسی: Maplewood) یک منطقهٔ مسکونی در ایالات متحده آمریکا است که در شهرستان دور، ویسکانسین واقع شده‌است. میپلوود ۲۱۳٫۹۷ متر بالاتر از سطح دریا قرار دارد.